# 河原崎國太郎 (6代目)
六代目 河原崎 國太郎（かわらさき くにたろう、昭和37年〈1962年〉4月15日 - ）は、東京都生まれの歌舞伎俳優である。
劇団前進座に所属し、理事長を務めている。本名は寺田 克己（てらだ かつみ）。屋号は山崎屋。定紋は角違いに二つ巴、替紋は撫子。
明星学園高等学校卒業。

## 来歴・人物
六代目嵐芳三郎を父に、五代目河原崎國太郎の次女で日本舞踊家の藤間多寿史（女優の松山梨絵）を母に生まれる。弟は七代目嵐芳三郎、長男は六代目嵐市太郎。
女方。前進座の第三世代の筆頭とされる存在で、日本舞踊藤間流の名取(藤間市太郎)としても知られている。
五代目が若き日の五代目坂東玉三郎を指導したことがあるといういきさつから、当代は玉三郎の演技指導も受けている。
- 1968年　初舞台。
- 1977年　五代目嵐市太郎を襲名。
- 1982年　劇団前進座入団。
- 1998年　『於染久松色読販』（お染の七役）で六代目河原崎國太郎を襲名。

## 逸話
1984年、嵐市太郎時代に、朝日放送・松竹制作の現代劇のテレビドラマ『京都マル秘指令 ザ新選組』第二話に本業そのままの歌舞伎役者役で出演している。役柄は、ラスベガスのカジノで作った借金の形に、取り立てに来たヤクザに恋人の芸妓を売ることを迫られる小心者というもの。なお、そのロケは松竹制作のドラマだけに同社運営の南座が使われている。